# Entoloma nitens
Entoloma nitens (Velen.) Noordel. – gatunek grzybów z rodziny dzwonkówkowatych (Entolomataceae).

## Systematyka i nazewnictwo
Pozycja w klasyfikacji według Index Fungorum: Entoloma, Entolomataceae, Agaricales, Agaricomycetidae, Agaricomycetes, Agaricomycotina, Basidiomycota, Fungi.
Po raz pierwszy opisał go w 1921 r. Josef Velenovský, nadając mu nazwę Nolanea nitens. Obecną nazwę nadał mu Machiel Evert Noordeloos w 1979 r. Synonimy:
- Entoloma nitens var. defibulatum (Singer) Garrido 1985
- Nolanea nitens Velen. 1921
- Rhodophyllus nitens (Velen.) Kühner & Romagn. 1953
- Rhodophyllus nitens var. defibulatus Singer 1969[2].

## Morfologia
Kapelusz
Średnica 10–50 mm, początkowo stożkowaty lub dzwonkowaty z podwiniętym brzegiem, później wypłaszczający się do wypukłego, rzadko płaskowypukły z prostym lub nieco odgiętym brzegiem, higrofaniczny; w stanie wilgotnym przezroczyście prążkowany do połowy promienia, szarobrązowy lub z ochrowoszarym odcieniem, w stanie suchym blednący do ochrowo-szarego. Powierzchnia promieniście włóknista, przechodząca w silnie włóknisto-błyszcząca po wyschnięciu.
Blaszki
Od 20 do 30, l = 1–3, średnio gęste, szeroko przyrośnięte lub prawie wolne, brzuchate, początkowo szarobrązowe, potem z różowym odcieniem. Ostrza nieregularne tej samej barwy.
Trzon
Wysokość 30–80 mm, grubość 2–6 mm, cylindryczny lub spłaszczony z podłużnym rowkiem, zwykle szerszy u podstawy. Powierzchnia szarobrązowa, barwy kapelusza, na wierzchołku oprószona, ku dołowi silnie srebrzysto-włókienkowo prążkowana, u podstawy z białą grzybnią.
Miąższ
Podobnej barwy jak skórka, o słabym, nieco rzodkiewkowym zapachu i smaku.
Cechy mikroskopowe
Podstawki 4-zarodnikowe ze sprzążkami. Zarodniki 8–11 × 7,5–10,5 µm, Q = 1,3–1,9, w widoku z boku 5–6–kątne. Krawędź blaszek płodna. Brak cystyd. Strzępki skórki w kapeluszu wąskie, cylindryczne, o szerokości 2–11 µm. Strzępki pod skórką czasami dobrze zróżnicowane, nabrzmiałe, złożone z elementów o wymiarach 35-70 × 10-20 µm. Pigment drobno inkrustujący strzępki skórki. W strzepkach hymenium są sprzążki, gdzie indziej rzadkie lub ich brak.

## Występowanie i siedlisko
Podano występowanie Entoloma nitens w Ameryce Północnej, Europie, Azji, Afryce i na Tasmnii, najwięcej stanowisk podano w Europie. Jest tu szeroko rozprzestrzeniony, ale rzadki. Brak go w wykazie wielkoowocnikowych grzybów podstawkowych Polski Władysława Wojewody z 2003 r. Po raz pierwszy w Polsce jego stanowiska podano w 2005 r., później podano jeszcze liczne stanowiska tego gatunku.
Grzyb naziemny występujący w liściastych lasach i na trawiastych terenach. Owocniki tworzy od lata do jesieni.